# 真矢美季
真矢美季（日语：／ Maya Miki，1964年1月31日—），舊藝名為真矢 みき，婚前本名佐藤美季，婚後為西島美季，日本女演員，為寶塚歌劇團花組元男役主演者。生於廣島縣廣島市，成長於大阪府豐中市。現為奧斯卡傳播旗下藝人，

## 生平
由于父亲工作调动，中学毕业前曾八次搬家。
因為想学习日本舞，從豊中市立第二中学校时開始参加寶塚音樂學校附設的兒童藝能教室課程。
中学毕业后，因为崇拜當時的寶塚明星大地真央而有了加入寶塚歌劇團的念頭。於1979年參加並通過寶塚音樂學校的入學考試，1981年音樂學校畢業後進入寶塚歌劇團。同期的还有涼風真世、黒木瞳、毬藻えり和北原遥子（已故）。
1995年就任花組頭號演員，首部主演作品為以同名小說改編的伊甸之東。1998年退團。
2003年演出電影版大捜査線后，在电视剧，娱乐节目中频频出现。
2008年7月1日，在部落格公布結婚消息，對象是芭蕾舞蹈家西島数博，12月22日登記結婚，2009年4月4日，在明治神宮舉行婚禮。
2009年獲得第20屆日本珠寶最佳衣著獎。
2021年7月23日，在東京奧運開幕式上，以日本廟會為概念，由百名男女扛木頭做出木造奧運五環的表演橋段中，擔任領隊。

## 人物
- 身高166cm，血型O型，兴趣是旅行、绘画，特長有日舞、歌唱、舞蹈、作詞。
- 喜歡地圖[4]，2006年6月6日在富士電視台播出的『笑っていいとも!』中的電話突擊單元，與主持人森田一義（塔摩利）熱情地討論地圖。
- 是各種好感度調查排行榜上的常客[5][6][7]。

## 作品

### 宝塚時代

#### 大劇場主要作品
- 1981年

宝塚春の踊り／恋天狗／ファースト・ラブ
初舞台，之後配屬至花組
- 1983年

紅葉愁情／メイフラワー
新人公演初主演
- 1985年

愛あれば命は永遠に
テンダー･グリーン／アンドロジェニー
- 1986年

真紅なる海に祈りを／ヒーローズ
- 1987年

遙かなる旅路の果てに／ショー･アップ･ショー
あの日薔薇一輪／ザ･レビュースコープ
- 1988年

キス･ミー･ケイト（Kiss Me, Kate）
宝塚をどり讃歌'88／春ふたたび／フォーエバー!タカラヅカ
- 1989年

会議は踊る／ザ･ゲーム
ロマノフの宝石／ジタン･デ･ジタン
ベルサイユのばら －フェルゼンとマリー・アントワネット編－
星組公演特別演出，飾演裘迪爾（ジェローデル少佐）
- 1990年

ベルサイユのばら －フェルゼン編－
秋･･･冬への前奏曲／ザ･ショーケース
- 1991年

春の風を君に…／ザ･フラッシュ！
ヴェネチアの紋章／ジャンクション24
- 1992年

白扇花集／スパルカタス
心の旅路／ファンシー･タッチ
- 1993年

ＰＡＲＦＵＭ　ＤＥ　ＰＡＲＩＳ
星組公演特別出演
メラﾝコリック･ジゴロ／ラ･ノーバ！
ベイ･シティ･ブルース／イッツ･ア･ラブ･ストーリー
- 1994年

ブラック・ジャック 危険な賭け／火の鳥
東京公演時因當時TOP安寿ミラ參加倫敦公演無法演出，代替安寿飾演主角Black Jack的角色。
風と共に去りぬ(Gone with the Wind)
雪組特別出演，飾演白瑞德(Rhett Butler)
冬の嵐､ペテルブルグに死す／ハイパー･ステージ！
- 1995年

哀しみのコルドバ／メガ･ヴィジョン
寶塚大劇場公演期間因阪神淡路大震災而中止公演，3月在劇場飛天（現梅田藝術劇場）復演
エデンの東(伊甸之東)／ダンディズム！（TOP披露作品）
- 1996年

花は花なり／ハイペリオン
ハウ・トゥー・サクシード（How to Succeed in Business Without Really Trying）
- 1997年

失われた楽園／サザンクロス･レビュー
ザッツ・レビュー
- 1998年 SPEAKEASY／スナイパー（退團作品）

#### BOW HALL公演
- 1986年

散る花よ､風の囁きを聞け
グッバイ･ペパーミントナイト！
バウホール初主演，與安寿ミラ共同領銜主演
- 1988年

ベルベット・カラー
ソング＆ポートレート
- 1989年 硬派・坂本竜馬！

バウホール初單獨主演
- 1990年 美しき野獣
- 1992年 ドニエブルの赤い罌粟
- 1993年 アップル・ツリー

#### THEATER DRAMA CITY公演
- 1996年 Ryoma ～硬派・坂本竜馬！II～ （初主演）

#### 晚餐秀、演唱會
- 1989年 ディナーショー

初晚餐秀，與友麻夏希、香寿たつき合辦
- 1996年 Nice GUY！
- 1998年 MIKI in BUDOKAN

寶塚歌劇團史上第一位在日本武道館開演唱會的演員。

### 退团后

#### 电视劇
- 请给我爱（2000年7月－9月，富士電視台系）
- 连续新闻（2000年10月－12月，日本電視台系）
- 推销员（2002年7月－9月，朝日電視台系
- 迷糊動物醫生（2003年4月－6月，朝日電視台）飾演 西根絹代
- 只属于我的女神（2003年7月－9月，富士電視台）飾演 松野しずえ
- 耀眼家族（2003年9月－2004年3月，NHK総合）
- X男（2004年7月－9月，TBS系）飾演 川口夏樹
- 風之春（2005年10月－2006年4月，NHK）飾演 神崎木綿子
- 女検事・霞夕子SP（2006年11月7日，日本電視台）飾演 霞夕子
- 空姐特訓班 又名『请注意』（2006年版）ATTENTION PLEASE（2006年4月－6月，富士電視台）飾演 三神たまき
- 律师 灰島秀樹（2006年10月28日，富士電視台）飾演 沖田仁美
- 空姐特訓班 又名『请注意』（2006年版）ATTENTION PLEASE特别篇 －洋子、飛向夏威夷－（2007年1月13日，富士電視台）飾演 三神たまき
- 她的秘密花園（2007年1月－3月，富士電視台）飾演 川村亮子
- 真矢美季坂本龍馬不可思議事件（2007年3月）
- LIFE（2007年6月－8月，富士電視台）飾演 椎葉文子
- 破案天才伽利略（2007年10月－12月，富士電視台）飾演 城之內櫻子
- 東京大空襲（2008年3月17・18日，日本電視台）飾演 谷村さと
- 空姐特訓班 又名『请注意』（2008年版）ATTENTION PLEASE特别篇 －澳洲·悉尼編－（2008年4月3日，富士電視台）飾演 三神たまき
- 絕對彼氏（2008年4月－6月，富士電視台）飾演 若林富士子
- 童顏刑事（2008年，富士電視台）飾演 千葉櫻
- 天狼星之路SP（2008年9月14日，WOWOW）飾演 立花英子
- 破案天才伽利略（2008年10月4日，富士電視台）飾演 城之內櫻子
- 王牌男公關（2008年10月－12月，朝日電視台）飾演 園部有希
- 男裝的麗人SP（2008年12月6日，朝日電視台）飾演 川島芳子（38－41歳）
- 疑惑SP（2009年1月24日，朝日電視台）
- 絕對達令最終章SP（2009年3月24日，富士電視台）飾演 若林富士子
- 益智遊戲（2009年4月－6月，日本電視台）飾演 冴島涼子
- 童顏刑事SP（2009年5月9日，富士電視台）飾演 千葉櫻
- 零秒出手（2009年7月－9月，富士電視台）飾演 母親 ：上矢真希子
- 單身情歌（2009年10月－12月，TBS）飾演 田島淑惠
- W的悲劇 （2010年1月11日，TBS）飾演 和辻淑枝
- 美丘（2010年7月－9月，日本電視台）飾演 峰岸佳织
- 律師 朝吹里矢子（2010年12月10日，富士電視台）主演 朝吹里矢子
- 搜查地圖之女（2012年10月－12月，朝日電視台）主演 橘珠子
- 幽靈女友（2013年4月－6月，關西電視台）主演 霧澤和泉
- 無名毒 第6話 - 第11話（2013年8月－9月，TBS）飾演 吉屋曉子
- 零的真相～監察醫·松本真央～（2014年8月－9月，朝日電視台）飾演 印田恭子
- 全力離婚相談（2015年1月－2月，NHK電視台）主演
- 下町火箭（2015年10月－12月，TBS）飾演 和泉沙耶
  - 下町火箭2（2018年10月－12月，TBS）飾演 和泉沙耶
- 黑蜥蜴（2015年12月22日，富士電視台・關西電視台）飾演 黒蜥蜴
- 黑革記事本（2017年7月20日－9月14日，朝日電視台）飾演 岩村叡子
- 櫻的親子丼（2017年10月7日－11月25日，東海電視台・富士電視台）主演 九十九櫻
  - 櫻的親子丼2（2018年12月－2019年1月，東海電視台・富士電視台）主演 九十九櫻
  - 櫻的親子丼3（2020年10月－12月，東海電視台・富士電視台）主演 九十九櫻
- 默默奉獻的灰姑娘（2020年7月16日－9月24日，富士電視台）飾演 部長：販田聰子
- Night Doctor（2021年6月21日－9月6日，富士電視台）飾演 會長：櫻庭麗子
- 孤獨的美食家 Season10 第3話（2022年10月22日，東京電視台） 飾演 姉さん
- 怎麼辦家康 第1回 - 第11回（2023年1月8日－3月19日，NHK）飾演 巴
- TOKYO VICE Season2（2024年4月6日－，WOWOW）飾演 長田
- BLUE MOMENT（2024年4月24日－，富士電視台）飾演 立花藍

#### 电影
- 大搜查線THE MOVIE 2：封鎖彩虹橋（2003年、東宝）： 沖田仁美
- 嫌疑犯 室井慎次（2005年、東宝）： 沖田仁美
- 舞妓哈哈哈 (2007)：こまつ
- 嫌疑犯X的獻身 (2008)：城之內櫻子
- 忠犬小八 (2009)：配音 Cate Wilson
- 大雄的人魚大海戰 (2009)：配音 溫蒂妮
- 殺手餐廳 (2019)：無禮圖

#### 舞台
- big ~夢實現~(1999年)
- 跳舞·act·系列vol.2「星雲in 上海」(2002年)
- 眼淚的溫度(2003年)
- CABARET(2004年)
- 真矢Miki Dinner Show(2004年)
- 小鹿故事(2006年)
- シャリトーベルサイユ(2008年)

#### 電台
- 文化廣播「Healing·公園」(2000年-2001年，文化廣播)

#### 出版
- 「I LOVE 寶塚」小學館
- 「M2~MY MIND」東寶株式會社
- 「Guy」筱山紀信攝影 寶塚歌劇團
- 真矢みき寫真集 寶塚歌劇團
- 「STARDOM MIKI IN BUDOKAN」寶塚歌劇團
- 「生活方式名言新書4 真矢みき 請求實現！」小學館

#### CD
- 「紅與黑的酒館」(2004年10月6日)全11曲作詞(YCCW-10008)
- Charity CD「藍的地球/藍天真好」(2005年2月21日 blooming音樂)

#### 广告
- 第一生命保險
- ウエラ
- タケダ アクテージSN錠
- 悠香(茶之水滴，2008年8月~)
- Häagen-Dazs(香子蘭，聲音演出，2008年12月~)
- 花王(ピュオーラ・ナノブライト，2009年2月~)
- 朝日食物與健康護理(ディアナチュラ，2009年5月~)
- シャルレドレッセ(形像人物，2009年~)
- 東洋水産(麵條製作，2009年8月3日~)
- 東洋水産(照舊的中華，2009年8月20日~)
- Häagen-Dazs(香子蘭，2009年8月5日~)

## 备注
1. ↑  藝名中的“ミキ”是片假名，源於本名中的「美季」。中文媒體曾將出演《殺手餐廳》的真矢美季的名字誤譯為「真矢三嬉」，造成許多誤會。
2. ↑  與現藝名發音相同，自2015年改為現藝名[1]